# Pavao II. Kurjaković
Pavao II. Kurjaković (? – ?, iza 1411.), hrvatski velikaš, krbavski knez i hrvatsko-dalmatinski ban (1410. – 1411.), zajedno s rođakom Karlom II. Kurjakovićem. Otac mu je bio krbavski knez Karlo I. († 1380.) iz velikaške obitelji Kurjakovića, a majka Klara iz nepoznate obitelji. Njegov djed bio je krbavski knez Budislav I. Kurjaković († iza 1346.), sin kneza Kurjaka Gusića († iza 1307.), koji je bio rodonačelnik roda Kurjakovića.
Pavao II. se spominje 1387. godine zajedno s rođacima Toma, Butko, Pavao i Karlo prilikom potvrde povlastica Bagu, kada su nazvani knezovima Krbave, Like, Bužana i Baga, a vjerojatno su bili i jedini vlasnici Obrovca. U svibnju 1396. Pavao i Butko sudjeluju s najuglednijim kraljevskim službenicima na saboru u Ninu. U siječnju 1397. godine Pavao II. i Karlo II. nalaze se među su izaslanicima kralja Sigismunda Luksemburškog u Zadru, a u veljači je kralj kraće boravio u njihovu gradu Komiću za povratka iz Nikopoljske bitke.
U travnju 1401. godine kralj Žigmund je naložio Pavlu II., Butkovim sinovima Petru (spominje se do 1411.) i Franku (spominje se do 1436.) te udovici Tome I. († 1401.) Elizabeti Zrinskoj i njezinim kćerima da pred Kninskim kaptolom prime od kneza Pavla Zrinskoga († 1414.) novac za Bužansku županiju, međutim, unatoč isplati Zrinski nije uspio preuzeti županiju, jer je 1402. godine kralj intervenirao u njegovo ime. Tom su prilikom uz Karla II., Petra, Franka, Tominu udovicu Elizabetu i njezine kćeri bili Pavlovi sinovi Karlo III. (spominje se do 1453.) i Toma II. (spominje se do 1460.).
Godine 1410. Pavao je imenovan hrvatsko-dalmatinskim banom, zajedno s rođakom Karlom II.

## Vanjske poveznice
- Kurjaković – Hrvatski biografski leksikon